# Gent-Wevelgem 2014

## Mannen Elite
De 76e editie van de wielerwedstrijd Gent-Wevelgem werd gehouden op 30 maart 2014. De wedstrijd maakte deel uit van de UCI World Tour 2014. Titelverdediger was de Slowaak Peter Sagan, die dit jaar derde werd in een massasprint die gewonnen werd door John Degenkolb.

### Deelnemende ploegen
| 18 UCI World Tour-ploegen | 18 UCI World Tour-ploegen | 18 UCI World Tour-ploegen | wildcards                   |
| ------------------------- | ------------------------- | ------------------------- | --------------------------- |
| AG2R La Mondiale          | FDJ.fr                    | Movistar                  | Topsport Vlaanderen-Baloise |
| Astana                    | Garmin Sharp              | Omega Pharma-Quick-Step   | Wanty-Groupe Gobert         |
| Belkin                    | Giant-Shimano             | Orica-GreenEdge           | Cofidis                     |
| BMC Racing Team           | Lampre-Merida             | Sky ProCycling            | MTN-Qhubeka                 |
| Cannondale                | Lotto-Belisol             | Tinkoff-Saxo              | Androni Giocattoli          |
| Europcar                  | Katjoesja                 | Trek Factory Racing       | NetApp-Endura               |
|                           |                           |                           | IAM Cycling                 |

### Hellingen
| Nummer | Naam       | Kilometer |
| ------ | ---------- | --------- |
| 1      | Kasselberg | 115       |
| 2      | Kasselberg | 120       |
| 3      | Katsberg   | 137       |
| 4      | Baneberg   | 146       |
| 5      | Kemmelberg | 154       |
| 6      | Monteberg  | 158       |
| 7      | Baneberg   | 185       |
| 8      | Kemmelberg | 193       |
| 9      | Monteberg  | 197       |

### Verloop
De eerste vlucht bleek meteen de goede. Frederik Veuchelen kreeg het gezelschap van Manuele Boaro, Jaco Venter, Sebastian Lander en Marcel Aregger en samen sprokkelde het vijftal een maximale voorsprong van 10'25" bijeen.
Van die traditionele vlucht was de Italiaan Manuel Boaro uiteindelijk de laatste overlevende. Hij was nog voorop na de laatste beklimming van de Kemmelberg, maar daarna was zijn liedje uitgezongen.
Op die laatste beklimming lieten de grote namen zich zien: Peter Sagan, Fabian Cancellara en Sep Vanmarcke toonden hun goede benen en ook Tom Boonen ging met de besten mee over de top.
Voor veel afscheiding zorgde de Kemmelberg niet. In de grote groep die Boaro opslokte, zaten nagenoeg alle snelle mannen: onder meer André Greipel, Sagan, Arnaud Démare, Daniele Bennati en Alexander Kristoff.
Niemand leek zin te hebben in een aanval, tot de Zwitser Silvan Dillier, die eerder al in de achtervolging was gegaan op Boaro, opnieuw zijn benen voelde kriebelen op 20 km van het einde.
Stijn Devolder rook zijn kans en reed samen met Andrey Amador naar de Zwitser van BMC. Het trio hield het lang vol, maar sneuvelde in het zicht van Wevelgem door een geweldige inspanning van Guillaume Van Keirsbulck op kop van het peloton.
Valpartijen hadden onderweg al hun slachtoffers geëist met onder meer Ian Stannard, die na een val in een sloot afgevoerd moest worden. Ook in de slotfase speelden valpartijen een belangrijke rol. Greipel en Tyler Farrar werden uitgeschakeld op twee kilometer van de finish en ook de eindsprint werd ontsierd door een val.
In die sprint raakte Boonen even ingesloten. Sagan, de winnaar van vorig jaar, ging de sprint aan en werd nog voorbij gesneld door John Degenkolb en Démare. De Duitser trok aan het langste eind.

### Uitslag

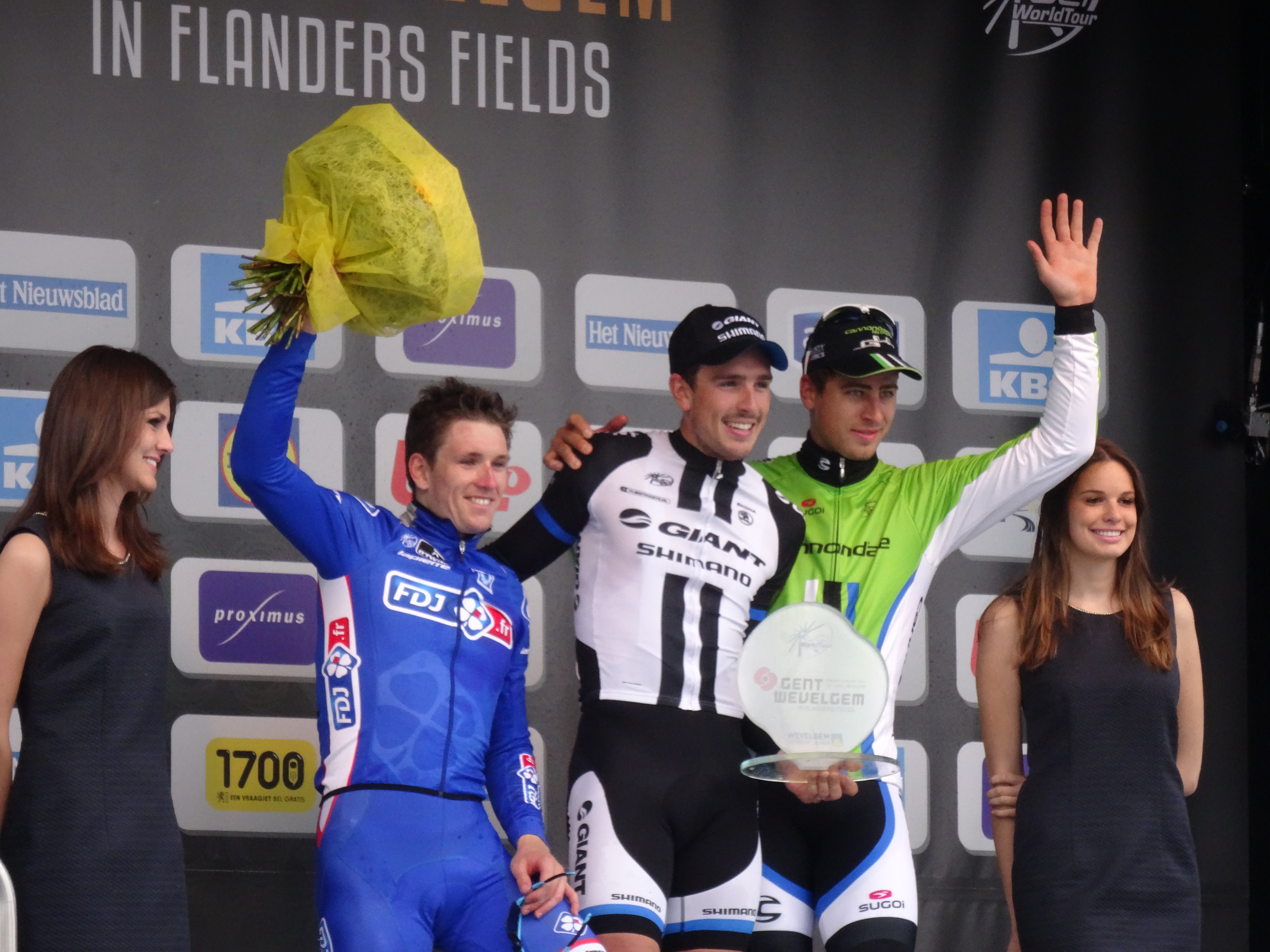
Arnaud Démare, John Degenkolb & Peter Sagan.

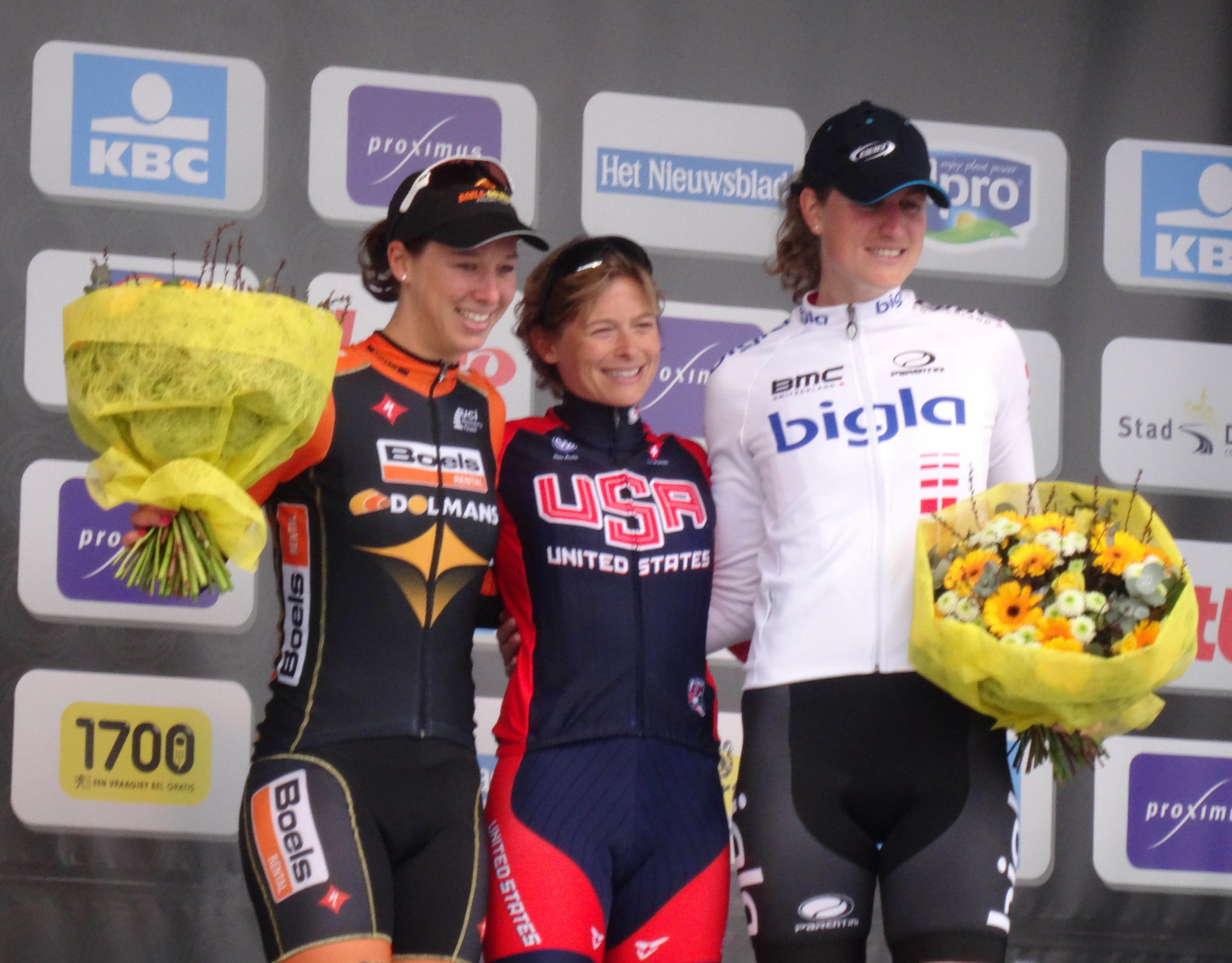
Podium Gent-Wevelgem 2014: Janneke Ensing, Lauren Hall, en Vera Koedooder

| Gent-Wevelgem 2014 |                     |                             |          |
| Plaats             | Naam                | Ploeg                       | Tijd     |
| Winnaar            | John Degenkolb      | Giant-Shimano               | 5u34'37" |
| 2                  | Arnaud Démare       | FDJ.fr                      | z.t.     |
| 3                  | Peter Sagan         | Cannondale                  | z.t.     |
| 4                  | Sep Vanmarcke       | Belkin                      | z.t.     |
| 5                  | Tom Boonen          | Omega Pharma-Quick-Step     | z.t.     |
| 6                  | Tom Van Asbroeck    | Topsport Vlaanderen-Baloise | z.t.     |
| 7                  | Aleksej Tsatevitsj  | Katjoesja                   | z.t.     |
| 8                  | Jawhen Hoetarovitsj | AG2R-La Mondiale            | z.t.     |
| 9                  | Thor Hushovd        | BMC Racing Team             | z.t.     |
| 10                 | Jürgen Roelandts    | Lotto-Belisol               | z.t.     |
| 11                 | Alexander Kristoff  | Katjoesja                   | z.t.     |
| 12                 | Sam Bennett         | NetApp-Endura               | z.t.     |
| 13                 | Bryan Coquard       | Europcar                    | z.t.     |
| 14                 | Lloyd Mondory       | AG2R-La Mondiale            | z.t.     |
| 15                 | Matteo Trentin      | Omega Pharma-Quick-Step     | z.t.     |
| 16                 | Cyril Lemoine       | Cofidis                     | z.t.     |
| 17                 | Gerald Ciolek       | MTN-Qhubeka                 | z.t.     |
| 18                 | Daniele Bennati     | Tinkoff-Saxo                | z.t.     |
| 19                 | Boy van Poppel      | Trek Factory Racing         | z.t.     |
| 20                 | Zdeněk Štybar       | Omega Pharma-Quick-Step     | z.t.     |

## Vrouwen Elite
De wedstrijd was bij de vrouwen aan zijn 3de editie toe en maakte deel uit van de UCI Women's World Tour in de categorie 1.WWT. De startplaats lag in Ieper, de aankomstplaats in Wevelgem. De Amerikaanse Lauren Hall won de wedstrijd voor de Nederlandse rensters Janneke Ensing en Vera Koedooder.

### Deelnemende ploegen
| Merkenploegen              | Merkenploegen                |
| -------------------------- | ---------------------------- |
| Bigla Pro Cycling Team     | Parkhotel Valkenburg         |
| Boels Dolmans Cycling Team | Rabobank-Liv Woman           |
| FireFighters Upsala CK     | Specialized-lululemon        |
| Futurumshop.nl - Zannata   | Team Giant-Shimano           |
| Hitec Products             | Team Rytger                  |
| Lotto Belisol Ladies       | Topsport Vlaanderen-Bioracer |
| Optum                      | UnitedHealthcare Women       |

### Uitslag
| Plaats  | Naam               | Ploeg                       | Tijd     |
| ------- | ------------------ | --------------------------- | -------- |
| Winnaar | Lauren Hall        | Optum                       | 3u02'57" |
| 2       | Janneke Ensing     | Boels Dolman                | + 0'01"  |
| 3       | Vera Koedooder     | Bigla Pro Cycling Team      | z.t.     |
| 4       | Sofie De Vuyst     | Futurumshop.nl - Zannata    | + 0'06"  |
| 5       | Roxane Knetemann   | Rabobank-Liv Woman          | z.t.     |
| 6       | Anouska Koster     | Futurumshop.nl - Zannata    | z.t.     |
| 7       | Liesbet De Vocht   | Lotto Belisol Ladies        | z.t.     |
| 8       | Claire Thomas      |                             | z.t.     |
| 9       | Kirsten Wild       | Team Giant-Shimano          | + 1’42"  |
| 10      | Nina Kessler       | Boels Dolman                | z.t.     |
| 11      | Jolien D'Hoore     | Lotto Belisol Ladies        | z.t.     |
| 12      | Alexis Ryan        | UnitedHealthcare Women      | z.t.     |
| 13      | Emilie Moberg      | Hitec Products              | z.t.     |
| 14      | Thalita de Jong    | Rabobank-Liv Woman          | z.t.     |
| 15      | Mascha Pijnenborg  | Futurumshop.nl - Zannata    | z.t.     |
| 16      | Linnea Sjöblom     | FireFighters Upsala CK      | z.t.     |
| 17      | Romy Kasper        | Boels Dolmans               | z.t.     |
| 18      | Kim de Baat        | Parkhotel Valkenburg-Destil | z.t.     |
| 19      | Sarah Inghelbrecht |                             | z.t.     |
| 20      | Esra Tromp         | Parkhotel Valkenburg-Destil | z.t.     |

1934 · 1935 · 1936 · 1937 · 1938 · 1939 · 1940 · 1941 · 1942 · 1943 · 1944 · 1945 · 1946 · 1947 · 1948 · 1949 · 1950 · 1951 · 1952 · 1953 · 1954 · 1955 · 1956 · 1957 · 1958 · 1959 · 1960 · 1961 · 1962 · 1963 · 1964 · 1965 · 1966 · 1967 · 1968 · 1969 · 1970 · 1971 · 1972 · 1973 · 1974 · 1975 · 1976 · 1977 · 1978 · 1979 · 1980 · 1981 · 1982 · 1983 · 1984 · 1985 · 1986 · 1987 · 1988 · 1989 · 1990 · 1991 · 1992 · 1993 · 1994 · 1995 · 1996 · 1997 · 1998 · 1999 · 2000 · 2001 · 2002 · 2003 · 2004 · 2005 · 2006 · 2007 · 2008 · 2009 · 2010 · 2011 · 2012 · 2013 · 2014 · 2015 · 2016 · 2017 · 2018 · 2019 · 2020 · 2021 · 2022 · 2023 · 2024
Lijst van beklimmingen
 Tour Down Under · 
 Parijs-Nice · 
 Tirreno-Adriatico · 
 Milaan-San Remo · 
 Ronde van Catalonië · 
 E3 Harelbeke · 
 Gent-Wevelgem · 
 Ronde van Vlaanderen · 
 Ronde van het Baskenland · 
 Parijs-Roubaix · 
 Amstel Gold Race · 
 Waalse Pijl · 
 Luik-Bastenaken-Luik · 
 Ronde van Romandië · 
 Ronde van Italië · 
 Critérium du Dauphiné · 
 Ronde van Zwitserland · 
 Ronde van Frankrijk · 
 Clásica San Sebastián · 
 Ronde van Polen · 
  Eneco Tour · 
 Ronde van Spanje · 
 Vattenfall Cyclassics · 
 GP Ouest France-Plouay · 
 Grote Prijs van Quebec · 
 Grote Prijs van Montreal · 
 UCI Ploegentijdrit · 
 Ronde van Lombardije · 
 Ronde van Peking